# Kunnarusjärvi (sjö, lat 66,43, long 26,30)
Kunnarusjärvi är en sjö i Finland. Den ligger i kommunen Rovaniemi i landskapet Lappland, i den norra delen av landet, 700 km norr om huvudstaden Helsingfors. Kunnarusjärvi ligger 101,5 meter över havet. Arean är 64,1 hektar och strandlinjen är 4,16 kilometer lång. Sjön  ingår i Kemi älvs huvudavrinningsområde. 